# Christian Utz

Christian Utz (2021)

Christian Utz (* 27. Oktober 1969 in München) ist ein deutscher Musikwissenschaftler, Musiktheoretiker und Komponist.
Utz ist Universitätsprofessor an der Universität für Musik und darstellende Kunst Graz und Privatdozent an der Universität Wien. Seine Forschungen befassen sich mit Musik und Globalisierung, wahrnehmungssensitiver Musikanalyse und musikalischer Interpretationsforschung sowie mit der Analyse, Interpretation und Rezeption der Musik Gustav Mahlers und digitaler Musikforschung.

## Leben
Christian Utz studierte Komposition, Musiktheorie, Musikwissenschaft und Klavierpädagogik an der Hochschule für Musik und darstellende Kunst Wien (1990–1997), der Hochschule für Musik Karlsruhe (1993–1994) und der Universität Wien (1998–2000). Im Jahr 2000 erwarb er das Doktorat an der Universität Wien im Fach Musikwissenschaft (Dr. phil.) mit der Dissertation Original oder Fälschung? Die Musik Tan Duns im Kontext interkultureller kompositorischer Rezeptionsprozesse in neuer westlicher und ostasiatischer Musik seit 1950 (in leicht revidierter Fassung veröffentlicht 2002 als Band 51 der Beihefte zum Archiv für Musikwissenschaft unter dem Titel Neue Musik und Interkulturalität. Von John Cage bis Tan Dun). 2003 wurde er Gastprofessor, 2004 Universitätsprofessor für Musiktheorie/Musikanalyse an der Kunstuniversität Graz (Universität für Musik und darstellende Kunst Graz). 2015 habilitierte sich Utz im Fach Musikwissenschaft an der Universität Wien mit einer kumulativen Habilitationsschrift zum Thema Bewegungen im Klang-Zeit-Raum. Theorien und Geschichte der Musikwahrnehmung im 19. und 20. Jahrhundert als Grundlagen einer kontextsensitiven Analyse posttonaler Musik (Publikation als erweiterte Monographie unter dem Titel Unerhörte Klänge 2023). Utz hatte Gastprofessuren für Komposition und Musikwissenschaft an der National Chiao-Tung University in Hsinchu (Taiwan, 2007) und der University of Tokyo (2008) inne und nahm Lehrtätigkeiten an der Universität Wien (seit 2012), der Alpen-Adria Universität Klagenfurt (2011), der Karl-Franzens-Universität Graz (2005–2006) und der Taipei National University of the Arts (2000) wahr.
Utz leitet(e) die vom österreichischen Wissenschaftsfonds (FWF) finanzierten Forschungsprojekte Eine kontextsensitive Theorie post-tonaler Klangorganisation (CTPSO, 2012–2014), Augmented Listening: Aufführung, Hörerfahrung und Theoriebildung (PETAL, 2017–2020), Points of Discontinuity. Theory, Categorization, and Perception of Cadences and Openings in Post-tonal Music (PoD, 2021–2024) und Multiple Dimensions in Performances of Mahler’s Symphonies. Developing Resources on the History and Analysis of Mahler Performance (MMD, 2021–2025). Er gab eine große Zahl von Buch- und Onlinepublikationen heraus, u. a. das Lexikon Neue Musik (Metzler/Bärenreiter, 2016, hrsg. gemeinsam mit Jörn Peter Hiekel), den Band Vocal Music and Contemporary Identities. Unlimited Voices in East Asia and the West (Routledge, 2013, hrsg. gemeinsam mit Frederick Lau), das Lexikon der Systematischen Musikwissenschaft (Laaber-Verlag. 2010, hrsg. gemeinsam mit Helga de la Motte-Haber, Heinz von Loesch und Günther Rötter), die Schriftenreihe musik.theorien der gegenwart (Pfau-Verlag, 6 Bände, 2007–2013) sowie die Zeitschrift der Gesellschaft für Musiktheorie (ZGMTH, Mitglied des Herausgeberteams 2015–2020). 2014–2018 war er Mitglied des Vorstandes der Gesellschaft für Musiktheorie; seit 2019 ist er Vorstandsmitglied, seit 2023 Präsident der Internationalen Gustav Mahler Gesellschaft Wien und seit 2020 Mitglied des Wissenschaftlichen Beirats des Gustav Mahler Research Centre Toblach. 2025 erhielt er den Happy New Ears Preis für Musikpublizistik der Hans und Gertrud Zender Stiftung.
Utz studierte Komposition und Elektroakustik bei Erich Urbanner, Dieter Kaufmann und Wolfgang Rihm und besuchte Meisterkurse bei Mauricio Kagel, Luca Francesconi, Brian Ferneyhough und Salvatore Sciarrino. Er wurde zu wichtigen europäischen Seminaren für neue Musik eingeladen (Royaumont 1998, IRCAM/Paris 1999, Boswil 2001, Ictus Ensemble Brüssel 2002) und erhielt eine Vielzahl von Stipendien und Auszeichnungen (u. a. Kompositionspreis der Landeshauptstadt Stuttgart 1999). Utz beschäftigte sich früh mit einer Entgrenzung herkömmlicher kompositorischer Konzepte und realisierte intermediale Projekte in den Grenzbereichen von Musik und Theater, Komposition und Improvisation, Instrument und Elektronik (Projekt KlangArten, 1992–1995). Seit 1997 standen interkulturelle Kooperationen und Konzeptionen im Mittelpunkt von Utz’ kompositorischer Arbeit, die auf seinen CD-Produktionen Site (Composers’ Art Label 2002) und transformed (Spektral Records 2008) dokumentiert sind. Im Jahr 1998 gründete Utz AsianCultureLink zur Intensivierung künstlerischer Kooperationen zwischen europäischen und asiatischen Künstlern. 2011 realisierten die Schola Heidelberg und das Ensemble Aisthesis unter Walter Nußbaum die Uraufführung von stele (2011) für Stimmen und Instrumente nach Texten aus dem Gilgamesch-Epos und von Liao Yiwu. 2018 war Utz Dozent beim Beijing International Composition Workshop am Central Conservatory of Music Beijing, wo walls für Ensemble (2018) durch das Ensemble PHACE unter Lars Mlekusch zur Uraufführung kam.

## Veröffentlichungen (Auswahl)
Monographien
- Neue Musik und Interkulturalität. Von John Cage bis Tan Dun (Beihefte zum Archiv für Musikwissenschaft, Band 51), Stuttgart: Franz Steiner Verlag 2002 (533 S.), Volltext
- Komponieren im Kontext der Globalisierung. Perspektiven für eine Musikgeschichte des 20. und 21. Jahrhunderts, Bielefeld: transcript 2014 (436 S.), Verlag
- Musical Composition in the Context of Globalization. Perspectives on Music History of the Twentieth and Twenty-First Century, übersetzt von Laurence Willis, Bielefeld: transcript 2021 (527 S.), Open Access, doi:10.14361/9783839450956, Verlag
- Unerhörte Klänge. Zur performativen Analyse und Wahrnehmung posttonaler Musik und ihren historischen Voraussetzungen, Hildesheim: Olms 2023, Open Acess musiconn.publish, doi:10.25366/2023.151, Verlag.

Herausgegebene Schriften
- musik.theorien der gegenwart, sechs Bände, Saarbrücken: Pfau 2007–2013. Online veröffentlicht 2023. doi:10.25366/2023.39
- Musiktheorie als interdisziplinäres Fach. 8. Kongress der Gesellschaft für Musiktheorie Graz 2008 (musik.theorien der gegenwart, Bd. 4 / GMTH Proceedings 2008), hrsg. von Christian Utz, Saarbrücken: Pfau 2010 (692 S.). Online veröffentlicht 2022. doi:10.31751/p.v.3
- Vocal Music and Contemporary Identities: Unlimited Voices in East Asia and the West, hrsg. von Christian Utz und Frederick Lau, New York: Routledge 2013 (340 S.) (Google Books).
- Lexikon Neue Musik, hrsg. von Jörn Peter Hiekel und Christian Utz, Stuttgart: Metzler / Kassel: Bärenreiter 2016 (706 S.), doi:10.1007/978-3-476-05624-5, Google Books
- Geschichte und Gegenwart des musikalischen Hörens. Diskurse – Geschichte(n) – Poetiken (klang-reden. Schriften zur musikalischen Interpretations- und Rezeptionsforschung 17), hrsg. von Klaus Aringer, Franz Karl Praßl, Peter Revers und Christian Utz, Rombach, Freiburg 2017 (389 S.), Verlag
- Musik im Zusammenhang. Festschrift Peter Revers zum 65. Geburtstag, hrsg. von Klaus Aringer, Christian Utz und Thomas Wozonig, Wien: Hollitzer 2019 (888 S.), Google Books
- Populäre Musik und ihre Theorien. Begegnungen – Perspektivwechsel – Transfers. 17. Jahreskongress der Gesellschaft für Musiktheorie (GMTH) und 27. Arbeitstagung der Gesellschaft für Popularmusikforschung (GfPM) Graz 2017 (GMTH Proceedings 2017), hrsg. von Christian Utz, 2021. doi:10.31751/p.v.2
- Musikalische Interpretation als Analyse. Historische, empirische und analytische Annäherungen an Aufführungsstrategien musikalischer Zyklen. Zeitschrift der Gesellschaft für Musiktheorie (ZGMTH) 18 (2021), Sonderausgabe, hrsg. von Thomas Glaser, Cosima Linke, Kilian Sprau und Christian Utz. doi:10.31751/i.52 Druckausgabe: Hildesheim: Olms 2022. Verlag

Aufsätze
- Das zweifelnde Gehör. Erwartungssituationen als Module im Rahmen einer performativen Analyse tonaler und post-tonaler Musik, Zeitschrift der Gesellschaft für Musiktheorie 10/2 (2013), 225–252, doi:10.31751/720
- Time-Space Experience in Works for Solo Cello by Lachenmann, Xenakis, and Ferneyhough. A Performance-Sensitive Approach to Morphosyntactic Musical Analysis, Music Analysis Early View (2016), 36/2 (2017), 216–256, doi:10.1111/musa.12076
- Zum performativem Hören serieller Musik. Analyse und Aufführung von Pierre Boulez’ Structures Ia (1951) und Polyphonie X (1951), in: Beitragsarchiv des Internationalen Kongresses der Gesellschaft für Musikforschung, Mainz 2016 – „Wege der Musikwissenschaft“, hrsg. von Gabriele Buschmeier und Klaus Pietschmann, Mainz 2017 (Schott Campus).
- Multivalent Form in Gustav Mahlerʼs Lied von der Erde from the Perspective of Its Performance History, Musicologica Austriaca, 2018.
- Transnationale Verflechtungen in der Musik der 1950er und 1960er Jahre. Henry Cowell, Toshirō Mayuzumi und Luciano Berio im Kontext des ‚Cultural Cold War‘, Archiv für Musikwissenschaft 75/2 (2018), 135–162 (elibrary.steiner-verlag.de).
- Zur Poetik und Interpretation des offenen Schlusses. Inszenierungen raum-zeitlicher Entgrenzung in der Musik der Moderne, Die Musikforschung 73/4 (2020), 324–354. doi:10.52412/mf.2020.H4.3, open access: https://phaidra.kug.ac.at/o:125810
- Exzentrisch geformte Klang-Landschaften. Dimensionen des Zyklischen im Lichte von 106 Tonaufnahmen von Franz Schuberts Winterreise aus dem Zeitraum 1928–2020, Zeitschrift der Gesellschaft für Musiktheorie 18 (2021), Sonderausgabe, 341–431. doi:10.31751/1132
- Zur Plastizität verklanglichte Form. Tempo-, Klang- und Formgestaltung in Eduard Steuermanns Einspielungen von Arnold Schönbergs Sechs kleinen Klavierstücken op. 19 im Kontext der Interpretationsgeschichte des Werkes, in: Eduard Steuermann. Musiker und Virtuose, hrsg. von Lars E. Laubhold, München: edition text + kritik 2022, 341–413 (fwf.ac.at).
- Performative Form im ersten Satz von Gustav Mahlers Neunter Symphonie. Eine Diskussion der Deutungen von Erwin Stein, Bruno Walter, Leonard Bernstein und Michael Gielen auf Basis einer Korpusstudie zu 121 Aufnahmen, Archiv für Musikwissenschaft 80/2 (2023), 127–150. doi:10.25162/afmw-2023-0007; open access: https://phaidra.kug.ac.at/o:135005
- Tunnel und Weitungen. Konzepte des Hörens in Poetik und Rezeption neuer Musik der 1980er Jahre, Archiv für Musikwissenschaft 82/1 (2025), 39–63, doi:10.25162/afmw-2025-0002
- „Plastisch greifbare Präsenz“. Raum-zeitliches Klang-Denken bei György Ligeti und seine musikhistorischen Konsequenzen, in: Jahrbuch des Staatlichen Instituts für Musikforschung 2023, hrsg. von Simone Hohmaier, Berlin 2025, 6–30, doi:10.71046/simjb.2023.12
- [Ko-Autorin: Ana Rebrina] Orientierungen im Klang. Empirische Studien zum hörenden Erfassen temporaler Strukturen in posttonaler Musik, Die Musikforschung 78/2 (2025), 116–150, doi:10.52412/mf.2025.H2.5074; open access: https://phaidra.kug.ac.at/o:136531